# Vista del hostal de Catskill Mountain (Jasper Francis Cropsey)
La Vista del Hostal de Catskill Mountain, cuyo título en inglés es Catskill Mountain House, 1855, es una obra de Jasper Francis Cropsey, un importante pintor paisajista estadounidense, miembro de la llamada Escuela del río Hudson.                                                                                                                                                                                                                                                                                                                                                 

## Introducción
Desde hacía algún tiempo, varios artistas y escritores habían descubierto el encanto de las Montañas de Catskill. El Catskill Mountain House fue construido en un lugar llamado "Pine Orchard", sobre el cual ya habían escrito John Bartram y James Fenimore Cooper, aunque en diferentes contextos. El albergue fue construido en 1823 y abrió un año más tarde, en una meseta con impresionantes vistas del valle del río Hudson por un lado y dos lagos por el otro, que proporcionaban agua y recreo. Esta instalación y sus alrededores fueron lugares privilegiados, para escritores como Washington Irving, así como para los primeros pintores de la Escuela del Río Hudson, como Thomas Cole.

## Análisis de la obra
- Pintura al óleo sobre lienzo; 1855 año; 73,66 x 111,76 cm.; Instituto de Artes de Minneapolis, Mineápolis.
- Firmado abajo a la derecha: "J.F. Cropsey I1855".

Anteriormente, varios artistas habían representado este paraje, y tomando como punto de parada este mismo lugar, pero Cropsey hizo su propio boceto en junio de 1852, con la intención de realizar su propia versión de este tema. Este lienzo muestra el mismo camino, y se situó aproximadamente en el mismo lugar desde donde once años antes Thomas Cole había realizado su lienzo Two Lakes and Mountain House, Catskill Mountains, Morning, 1844, ahora en el Museo Brooklyn. De hecho, tanto la composición como el color son muy similares a los de varias obras de Cole, como la "Vista de un paso de montaña, The Notch". Aunque esta pintura a veces ha sido comparada con un "Edificio clásico en una Arcadia americana", no es verosímil que ésta haya sido la intención de Cropsey. Más bien parece que el pintor quería señalar la manera como la modernidad se había extendido a un paraje anteriormente poco visitado.